# Cửa Khẩu
Cửa Khẩu hay còn gọi là Hải Khẩu hoặc Cửa Quyền là một cửa biển ở miền Trung Việt Nam thuộc tỉnh Hà Tĩnh. Đây là một trong 4 cửa biển quan trọng của Hà Tĩnh về ngành ngư nghiệp.

## Địa lý
Cửa Khẩu thuộc địa phận phường Kỳ Ninh, thị xã Kỳ Anh, tỉnh Hà Tĩnh.

## Đặc điểm
Cửa Khẩu là điểm cuối cùng của sông Cửa Khẩu đổ ra vịnh Vũng Áng, nơi hợp lưu của Sông Trí và Sông Quyền với diện tích lưu vực 510 km².
Các vùng cửa sông Cửa Khẩu, sông Vịnh và dọc sông Quyền là vùng ngập nước có cao độ từ -0,3m ÷ 0,95m. Mặt khác, đây là vùng canh tác lớn của huyện, có hệ thống đê biển bao bọc và các đê sông thuộc các phường: Kỳ Long, Kỳ Phương, Kỳ Thịnh và xã Kỳ Lợi. Đây là vùng có nguy cơ bị nhiễm mặn thường xuyên thiếu nước về mùa khô.
Cửa Khẩu là nơi có hệ sinh thái rừng ngập mặn ven biển Hà Tĩnh cũng khá phong phú, có nhiều loại thực động vật thủy sinh có giá trị kinh tế cao.